# 前波駅 (岐阜県)

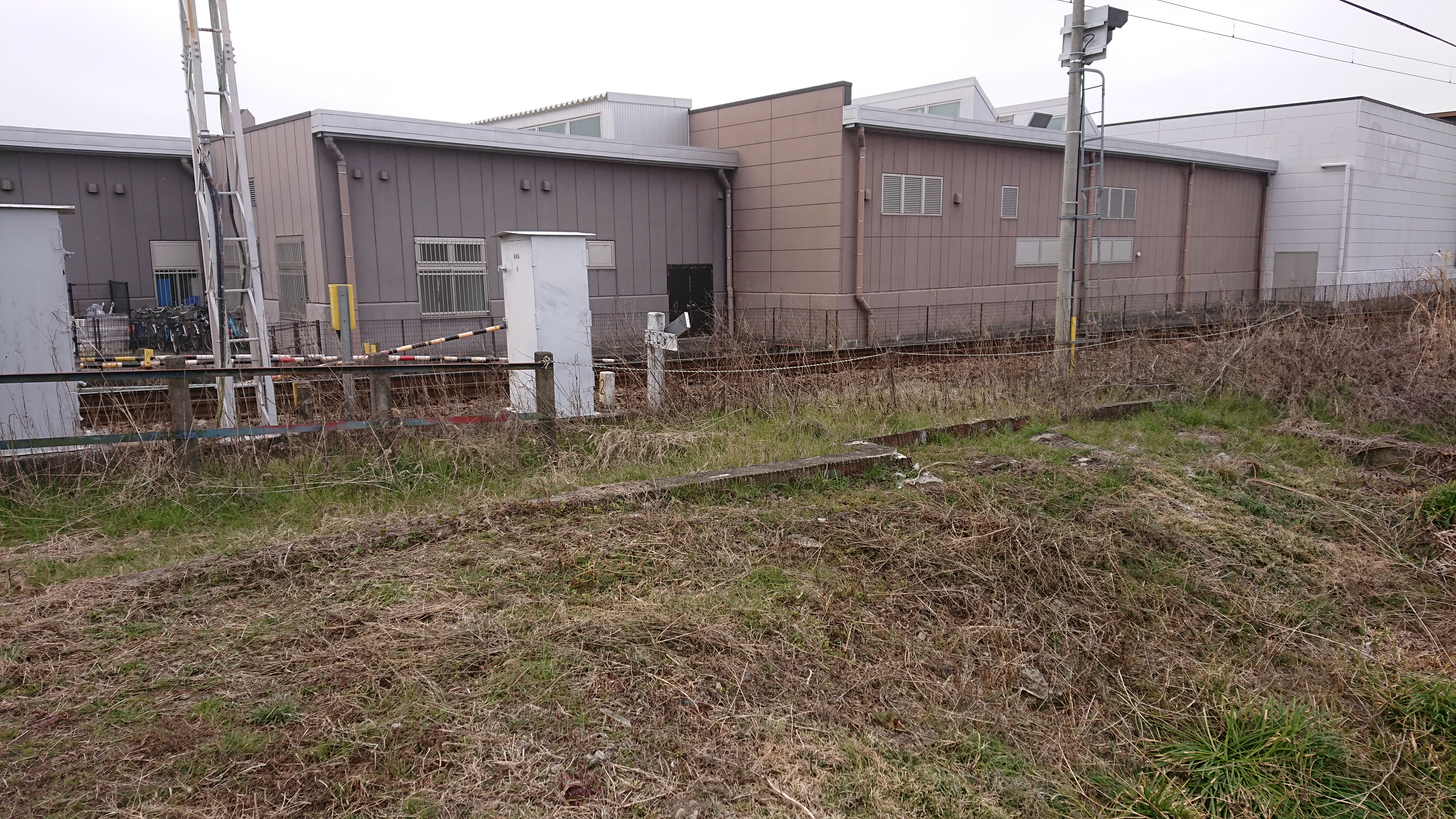
かつての前波駅跡。写真の中央にコンクリートが確認できる（2021年2月）

前波駅（まえなみえき）は、かつて岐阜県可児郡伏見村上恵土（現・可児市）にあった名古屋鉄道東美線の駅。現在のドン・キホーテUNY可児店付近、踏切の横に存在した。

## 歴史
東美鉄道の前身である東濃鉄道時代より用地買収の見返りとして駅設置が要望されており、同社が東美鉄道へ譲渡され路線の移設、改軌・電化工事が行われた1928年（昭和3年）10月1日に同時に新設された。

### 年表
- 1928年（昭和3年）
  - 10月1日：東美鉄道広見 - 伏見口間に開業。
  - 12月7日：前波 - 伏見口間に学校前駅開業。
- 1943年（昭和18年）3月1日：名古屋鉄道が東美鉄道を合併。名古屋鉄道東美線の駅となる。
- 1944年（昭和19年）：営業休止。
- 1948年（昭和23年）5月16日：東美線の新広見 - 御嵩間を広見線に編入。これにより広見線の駅となる。
- 1969年（昭和44年）4月5日：廃止。

## 利用状況
『岐阜県統計書』によると、年間乗車人員、降車人員は以下の通りである。
| 年度     | 乗車人員（人） | 降車人員（人） | 出典  |
| -------- | -------------- | -------------- | ----- |
| 1930年度 | 11,409         | 12,010         | [ 4 ] |
| 1931年度 |                |                |       |
| 1932年度 |                |                |       |
| 1933年度 |                |                |       |
| 1934年度 | 8,735          | 8,788          | [ 5 ] |
| 1935年度 | 8,676          | 8,696          | [ 1 ] |

## 隣の駅
所属路線、隣の駅は営業時代のもの。
名古屋鉄道
東美線
新広見駅 - 前波駅 - 学校前駅